# Борзя (станция)
Бо́рзя — грузовая станция на Южном ходе Забайкальской железной дороги (6542 километр), Борзинский регион. От станции в юго-западном направлении отходит ветка на Соловьёвск и далее на Баян-Тумэн. На северо-восток — линия до Газимурского Завода к строящемуся Быстринскому ГОКу компании «Норильский никель» (введена в эксплуатацию в 2012 году).
Находится в городе Борзе, административном центре Борзинского района Забайкальского края. При станции действует локомотивное депо, эксплуатационное вагонное депо.

## Дальнее следование по станции
По состоянию на декабрь 2017 года через станцию проходят следующие поезда дальнего следования:
| № поезда       | Маршрут движения      | № поезда       | Маршрут движения      |
| -------------- | --------------------- | -------------- | --------------------- |
| 19 "Восток"    | Пекин — Москва        | 20 "Восток"    | Москва — Пекин        |
| 319            | Пекин — Чита          | 320            | Чита — Пекин          |
| 321 "Баргузин" | Забайкальск — Иркутск | 322 "Баргузин" | Иркутск — Забайкальск |
| 601            | Приаргунск — Чита     | 602            | Чита — Приаргунск     |
| 683            | Забайкальск — Борзя   | 684            | Борзя — Забайкальск   |

Пригородное сообщение по линии Тарская — Забайкальск на участке Ясная — Забайкальск отсутствует.